# Clytia hexacanalis
Clytia hexacanalis is een hydroïdpoliep uit de familie Campanulariidae. De poliep komt uit het geslacht Clytia. Clytia hexacanalis werd in 1991 voor het eerst wetenschappelijk beschreven door Xu, Huang & Chen. 